# Xakak
|  | No s'ha de confondre amb Şeqaqî. |

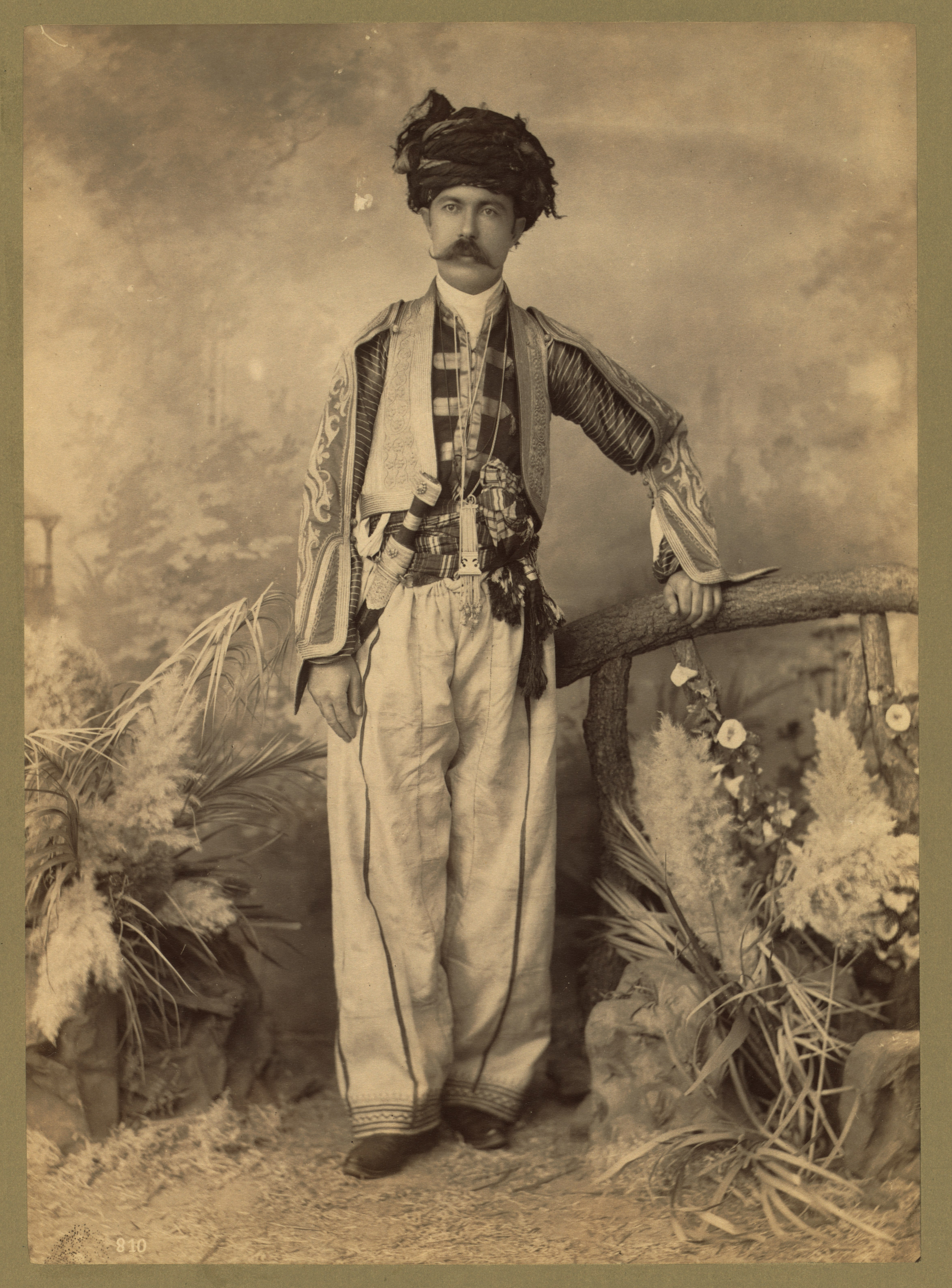
Cap tribal kurd.

Xakak o Xikak és una tribu kurda que habita al nord-oest del llac Urmia a l'Iran. El 1960 eren entre 25.000 i 30.000.
El seu primer cap conegut fou Ismail Agha, de la fracció Pisaka, al segle XIX; Ali, fill d'Ismail, va expulsar al senyor turc de Somay. Al primer quart del segle XX el rebesnet d'Ismail Agha, Jafar, i sobretot Ismail Agha conegut com a Simko, els va donar certa notorietat: Jafar va governar la tribu i va fer incursions als districtes veïns fins que fou capturar i penjat a Tabriz el 1905. Simko va governar a Chihriq (Čahrik), castell situat prop del riu Baranduz a la regió d'Urmia a l'Iran nord-occidental; el 1918 va assassinar al patriarca nestorià (assiri) Mar Shimun; els assiris havien fugit de les muntanyes Hakkari durant la guerra i s'havien instal·lat a la plana del llac Urmia; Simko també va participar en la massacre dels assiris de Khoy i va instigar la massacre d'un miler d'assiris a Salmas; vers 1920 va estendre el seu domini a parts de l'Azerbaidjan iranià situades a l'oest de Llac Urmia; va portar als pagesos kurds a la batalla i va derrotar l'exèrcit persa en unes quantes ocasions i el 1922 governava la major part dels territoris kurds de l'Azerbaidjan i la plana d'Urmia que habitaven grups turcmans; va establir una administració kurda, publicant un diari en kurd a Mahabad (llavors anomenada Sawadj-bulak) però derrotat pels perses el 1922 va haver de fugir a l'Iraq; el govern iranià el va fer assassinar el 1930.
Llavors el poder dins dels shakak va passar a la facció dels Pisaka Kardar dirigida per Amr Agha, antic lloctinent de Simko que s'havia passat als perses. Tahir Agha, fill de Simko, va conservar el control de la fracció Avdoi. Tots els shakak van donar suport entusiàstic a la república de Mahabad (1946) i Amr Agha fou membre fundador del Partit Democràtic del Kurdistan i va aportar 800 homes a l'exèrcit de la república (i 500 Tahir Agha) però a l'hora de la veritat aquestes forces no van lluitar i Amr Agha va contactar amb els perses altre cop. Amb els anys Amr Agha va perdre prestigi i Tahir Agha va agafar el poder suprem de tota la tribu però es va oposar als partits kurds i després de la revolució islàmica de 1979 a l'Iran els shakak van negociar sovint amb el govern central.